# Ammiraglio Caracciolo (sommergibile)
L'Ammiraglio Caracciolo è stato un sommergibile della Regia Marina.

## Storia
Dal giugno al dicembre 1941 il sommergibile fu impegnato nell'addestramento dell'equipaggio.
In virtù delle sue grandi dimensioni, fu adibito al trasporto di materiali, nonostante fosse un servizio rischioso e di scarso rendimento.
L'8 dicembre 1941 partì da Taranto per la sua prima missione, al comando del capitano di corvetta Alfredo Musotto, con a bordo 138 (o 180) tonnellate di rifornimenti diretti in Libia (principalmente carburante e munizioni per l'Afrika Korps). Al largo di Sollum il sommergibile fu mitragliato da un velivolo britannico con una vittima (il guardiamarina Milos Baucer) ma abbatté l'aereo; attaccato poi da unità navali, s'immerse a 80 metri evitando la loro caccia. Il 10 dicembre il Caracciolo raggiunse Bardia, ove effettuò rapidamente la messa a terra del carico per poi ripartire nel corso della stessa giornata, con a bordo oltre all'equipaggio anche militari italiani e tedeschi (principalmente ufficiali dei Bersaglieri e dei Carabinieri) da trasportare a Suda (dove avrebbe caricato altri rifornimenti).
Nelle prime ore dell'11 dicembre, ad una trentina di miglia da Bardia, il Caracciolo avvistò un convoglio britannico diretto ad Alessandria e alle 2.40 passò all'attacco lanciando due siluri da poppa contro un mercantile, andati a vuoto, e poi altri due, di prua, contro il cacciatorpediniere HMS Farndale, che però li schivò contromanovrando. Il sommergibile s'immerse, ma le unità britanniche iniziarono a bombardarlo con cariche di profondità: il sommergibile s'immerse sino a 160 metri di profondità ma, gravemente danneggiato, dovette emergere; fu subito centrato dal tiro del Farndale che ne falciò i serventi di cannoni e mitragliere e compromise la sopravvivenza dell'unità. Furono avviate le manovre di autoaffondamento e poco dopo – erano circa le tre di notte –, mentre i sopravvissuti lo abbandonavano tuffandosi in un mare molto mosso, il Caracciolo s'inabissò in posizione 32º09' N e 25º19' E.
Scomparvero in mare 48 uomini (15 membri dell'equipaggio del Caracciolo – il comandante Musotto, 4 sottufficiali e 10 fra sottocapi e marinai – e 33 passeggeri), mentre i 53 sopravvissuti furono tratti in salvo (e catturati) dal Farndale.
Oltre ad un'unica missione di trasporto, il sommergibile aveva svolto cinque missioni di trasferimento, per un totale di 1445 miglia di navigazione in superficie e 72 in immersione.